# Lissocreagris eurydice
Espèce
Synonymes
- Microcreagris eurydice Muchmore, 1969

Lissocreagris eurydice est une espèce de pseudoscorpions de la famille des Neobisiidae.

## Distribution
Cette espèce est endémique d'Alabama aux États-Unis. Elle se rencontre dans le comté de Jackson à Paint Rock dans la grotte Kennamer Cave.

## Description
La femelle holotype mesure 3,45 mm.

## Systématique et taxinomie
Cette espèce a été décrite sous le protonyme Microcreagris eurydice par Muchmore en 1969. Elle est placée dans le genre Lissocreagris par Peck en 1989.

## Publication originale
- Muchmore, 1969 : New species and records of caveraicolous pseudoscorpions of the genus Microcreagris (Arachnida, Chelonethida, Neobisiidae, Ideobisiinae) American Museum Novitates, no 2392, p. 1-21 (texte original).